# 凱爾·斯坦利
凱爾·斯坦利（Kyle Stanley ）是美國的一位高爾夫球選手。參加PGA巡迴賽的賽事。

## 外部連結
- 凱爾·斯坦利在PGA巡迴賽的官方網站
- 凱爾·斯坦利在男子高爾夫世界排名的官方網站
- Clemson University profile
- 2009 U.S. Open Bio